# CD Projekt
A CD Projekt S.A. (lengyel kiejtés: ʦ̑ɛ‿ˈdɛ ˈprɔjɛkt) lengyel videójáték-fejlesztő, kiadó és forgalmazó cég, amelyet 1994 májusában alapítottak Varsóban. A saját gyártású játékokért felelős részleg, a CD Projekt Red (stilizálva: CD PROJEKT RED), amely leginkább a The Witcher sorozatról és a Cyberpunk 2077-ről ismert, 2002-ben jött létre. 2008-ban a CD Projekt elindította a digitális forgalmazással foglalkozó Good Old Games-t, amelynek az ismertebb neve a GOG.com.

## Története
A The Witcher kezdeti siker után a CD Projekt a videójáték-fejlesztésre helyezte hangsúlyt. 2008-ban a CD Projekt csoport cégei az újonnan létrehozott CDP Investment Sp. z o.o. holding cég részei lettek. Nem sokkal ezután egy fordított felvásárlás részeként a CDP Investment egyesült a Varsói Értéktőzsdén jegyzett Optimus S.A.-val. 2011 októberében a CD Projekt RED Sp. z o.o. egyesült a CD Projekt RED S.A.-val, a csoport meghatározó része lett. A vállalat kiadói oldalát (CD Projekt) CDP.pl néven indították újra, aminek köszönhetően a cég visszaválthatta nevét történelmi nevére. 2012 novemberében a CD Projekt RED visszaváltotta nevét CD Projektre.

## Állásfoglalás a DRM ellen
A CD Projekt nyíltan ellenzi a DRM technológiák videójátékokban és programokban való felhasználását. A cég úgy gondolja, hogy a DRM nem túl hatékony eszköz a szoftverkalózkodás megfékezésére. Ezen meglátásukat a The Witcher 2 eladási adataiból leszűrt tényekre alapozzák. A CD Projekt azt tapasztalta, hogy a játék eredeti, DRM technológiát használó kiadását több, mint 4,5 millióan töltötték le illegális forrásokból, addig a játék DRM mentes újrakiadásánál már jóval kevesebb volt ez a szám. Ezen meglátásokat alapul véve a sorozat következő játéka, a The Witcher 3 már megjelenésekor DRM mentes lesz.

## Videójátékaik
| Év   | Cím                                        | Platform(ok)                                                                      | Fejlesztő(k)                    |
| ---- | ------------------------------------------ | --------------------------------------------------------------------------------- | ------------------------------- |
| 2007 | The Witcher                                | Windows, macOS                                                                    | CD Projekt Red                  |
| 2011 | The Witcher 2: Assassins of Kings          | Windows, Linux, macOS, Xbox 360                                                   | CD Projekt Red                  |
| 2014 | The Witcher Adventure Game                 | Android, iOS, macOS, Windows                                                      | CD Projekt Red Can Explode      |
| 2015 | The Witcher Battle Arena                   | Android, iOS                                                                      | CD Projekt Red Fuero Games      |
| 2015 | The Witcher 3: Wild Hunt                   | PlayStation 4, Windows, Xbox One, Nintendo Switch, PlayStation 5, Xbox Series X/S | CD Projekt Red                  |
| 2015 | The Witcher 3: Wild Hunt – Hearts of Stone | PlayStation 4, Windows, Xbox One, Nintendo Switch, PlayStation 5, Xbox Series X/S | CD Projekt Red                  |
| 2016 | The Witcher 3: Wild Hunt – Blood and Wine  | PlayStation 4, Windows, Xbox One, Nintendo Switch, PlayStation 5, Xbox Series X/S | CD Projekt Red                  |
| 2018 | Gwent: The Witcher Card Game               | PlayStation 4, Windows, Xbox One, iOS, Android                                    | CD Projekt Red                  |
| 2018 | Thronebreaker: The Witcher Tales           | Windows, PlayStation 4, Xbox One, Nintendo Switch, iOS, Android                   | CD Projekt Red                  |
| 2020 | Cyberpunk 2077                             | PlayStation 4, Stadia, Windows, Xbox One, PlayStation 5, Xbox Series X/S, macOS   | CD Projekt Red                  |
| 2021 | The Witcher: Monster Slayer                | Android, iOS                                                                      | Spokko                          |
| 2022 | Gwent: Rogue Mage                          | Windows, Android, iOS                                                             | CD Projekt Red                  |
| 2022 | Roach Race                                 | Android, iOS                                                                      | CD Projekt Red Crunching Koalas |
| 2023 | Cyberpunk 2077: Phantom Liberty            | PlayStation 5, Windows, Xbox Series X/S, macOS                                    | CD Projekt Red                  |